# Liste der Landschaftsschutzgebiete in Wien

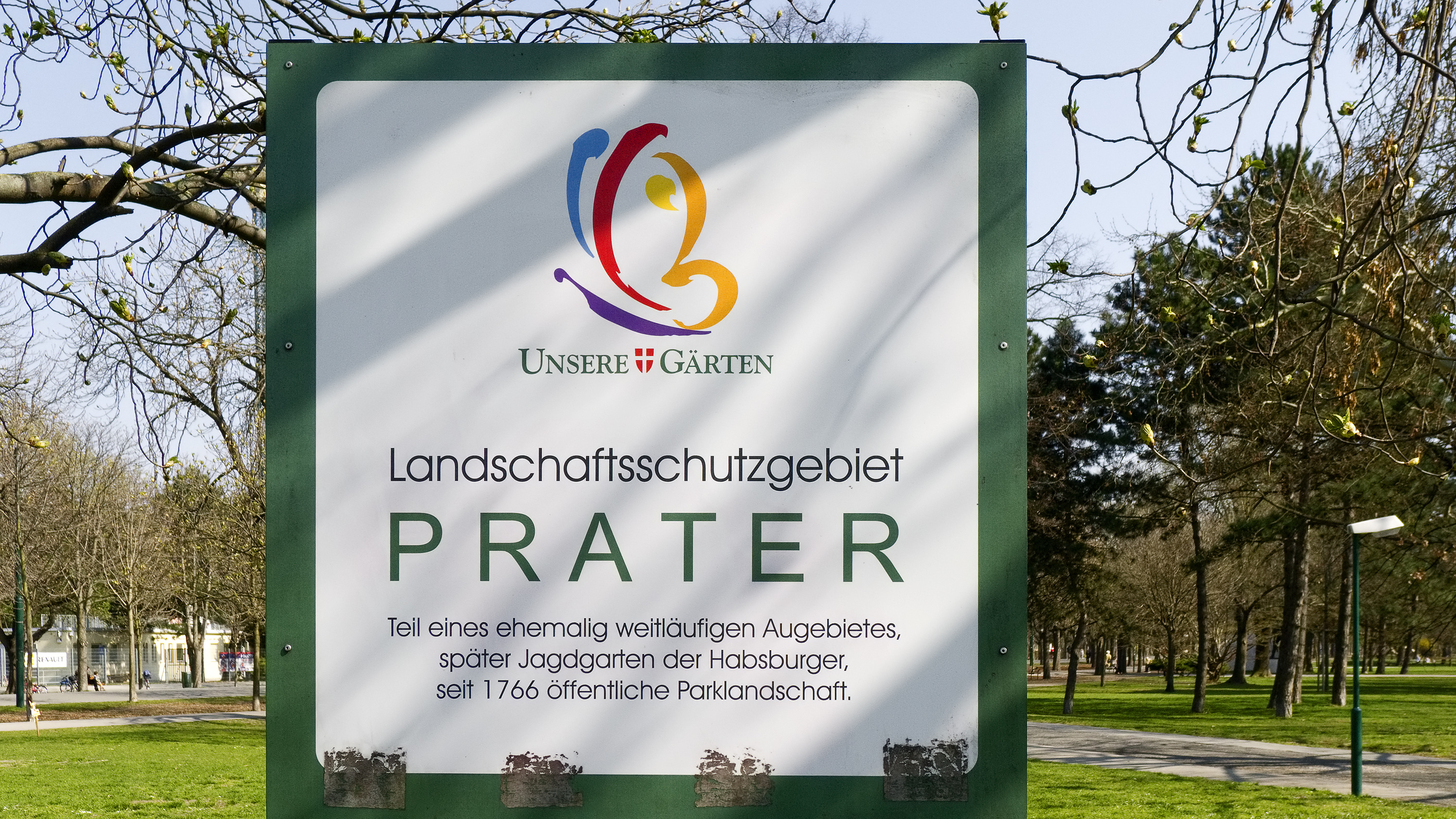
Informationstafel im Landschaftsschutzgebiet Prater

Die Liste der Landschaftsschutzgebiete in Wien gibt die Landschaftsschutzgebiete in der österreichischen Bundeshauptstadt Wien an. Es gibt neun Schutzgebiete, die unter Landschaftsschutz verordnet sind, und weitere Gebiete. Sie machen zusammen etwa 18 % der Stadtfläche aus.

## Zum Begriff des Landschaftsschutzgebiets im Wiener Naturschutzrecht
Da Naturschutz in Österreich Ländersache ist, und Wien im Rang eines Bundeslandes steht, hat die Stadt ein eigenständiges Naturschutzrecht.
Es gibt Gebiete, die auf Grund einzelner Verordnungen nach § 24 Wiener Naturschutzgesetz  ausgewiesen sind. Sie bedecken insgesamt eine Fläche von 6.156 Hektar, was einem Anteil von ungefähr 15 Prozent der gesamten Stadtfläche entspricht.
Darüber hinaus gibt es weitere Gebiete, die ex lege unter Landschaftsschutz stehen (§24 Abs.4 W-NSG). Das umfasst Teile der Parkschutzgebiete (Spk) und des Schutzgebietes Wald- und Wiesengürtel (SWW). Diese Landschaftsschutzgebiete umfassen weitere rund 1.171 Hektar.
Außerdem gibt es einen allgemeinen Landschaftsschutz, der einzelne Verbote und Bewilligungspflichten im gesamten Stadtgebiet umfasst. Darunter fallen etwa Aspekte des Fahrens, Parkens und Campierens (§17 Abs.1 Z.2 W-NSG), größerer baulicher Eingriffe (§18) oder von Werbeeinrichtungen (§§19,20) im Grünen.
Verwaltet werden die Landschaftsschutzgebiete von der Magistratsabteilung 22.

## Liste der verordneten Landschaftsschutzgebiete
| Nr. | Bezeichnung      | Bezirk           | ha   | % * | LGBl. Nr.       | seit              |
| --- | ---------------- | ---------------- | ---- | --- | --------------- | ----------------- |
| 1   | Obere Lobau      | 22               | 461  | 1,1 | 32/1978         | 9. August 1978    |
| 2   | Liesing          | 23               | 654  | 1,6 | 20/1990         | 30. Jänner 1990   |
| 3   | Döbling          | 19               | 1209 | 2,9 | 21/1990         | 20. Februar 1990  |
| 4   | Prater           | 2                | 513  | 1,2 | 3/1998 21/1998  | 27. Jänner 1998   |
| 5   | Hietzing         | 13               | 365  | 0,9 | 1/1998          | 23. Jänner 1998   |
| 6   | Hernals          | 17               | 593  | 1,4 | 5/2001          | 22. Jänner 2001   |
| 7   | Penzing          | 14               | 1977 | 4,8 | 31/2004         | 3. September 2004 |
| 8   | Ottakring        | 16               | 230  | 0,6 | 32/2004         | 3. September 2004 |
| 9   | Währing          | 18               | 154  | 0,4 |                 |                   |
| 10  | Donaustadt       | 22               | 1467 | 3,5 | 22/2015         | 8. Mai 2015       |
| 11  | Favoriten        | 10               | 903  | 2,1 | 20/2015 31/2016 | 8. Mai 2015       |
| 12  | Floridsdorf      | 21               | 1402 | 3,4 | 21/2015         | 8. Mai 2015       |
| 12  | Gebiete, gesamt: | Gebiete, gesamt: | 9536 | 23  | Stand 2019      | Stand 2019        |